# ناحیه الأخضریه
ناحیه الأخضریه (به عربی: دائرة الأخضریة) یک ناحیه در الجزایر است که در استان بویره واقع شده‌است.